# Tupton
Tupton – wieś w Anglii, w hrabstwie Derbyshire, w dystrykcie North East Derbyshire. Leży na zachodnim brzegu rzeki Rother, 31 km na północ od miasta Derby i 207 km na północny zachód od Londynu. Miejscowość liczy 3794 mieszkańców.